# Raspberry Pi
Raspberry Pi 4, Raspberry Pi 3, Raspberry Pi 2 og Raspberry Pi er single-board computere på størrelse med et kreditkort. De er udviklet i Storbritannien af Raspberry Pi Foundation med formålet at stimulere læringen af grundlæggende datalogi i skolerne.
Raspberry Pi bliver produceret gennem licenseret fremstilling med Element 14/Premier Farnell og RS Electronics. Begge selskaber plus andre sælger Raspberry Pi (online) i Danmark.
Den 17. december 2012 åbnede Raspberry Pi Foundation, i samarbejde med IndieCity og Velocix, "Pi Store" som en "one-stop shop for all your Raspberry Pi (software) needs", primært til gratis software.

## Teknisk historie
Raspberry Pi A og B har en Broadcom BCM2835 system-on-a-chip (SoC), som omfatter en ARM1176JZF-S 700 MHz processor (firmwaren inkluderer et antal af "Turbo" modes så brugeren kan forsøge overclocking, op til 1 GHz, uden at miste garantien),
VideoCore IV GPU,
og blev oprindeligt leveret med 256 megabyte RAM, senere opgraderet til 512MB.
Raspberry Pi inkluderer ikke en indbygget harddisk eller solid-state drive, men anvender et SD-hukommelseskort til booting og hukommelseslager.
Fondens mål er at tilbyde to versioner, prissat til US$ 25 og US$ 35.
Fonden startede med at modtage ordrer for den højere prissatte model d. 29. februar 2012, hvor de havde fået produceret ca. 10.000 styks til salg. Da fonden åbnede for salget d. 29 Feb. kl. 07 dansk tid, lagde det webshoppen ned hos både Farnell og RS Electronics. Efter nogle timer kom de op igen, dog hårdt belastet resten af den dag.
Der blev bestilt mere end 75.000 Raspberry Pi den første dag og resten af 2012 var der stor efterspørgsel på dem, selvom Sony i England omkring September 2012 producerede omkring 2.500 styks om dagen.
I starten af februar 2015 blev Raspberry Pi 2 officielt annonceret.
Raspberry Pi 2 printkortet vil i starten kun være tilgængelig i model B og den indeholder en Broadcom BCM2836 SoC, med en quad-core ARM Cortex-A7 CPU - og samme VideoCore IV dual-core GPU som Raspberry Pi; dobbelt RAM: 1 GByte. Prisen er den samme som den gamle model B.

## Software
Fonden Raspberry Pi Foundation tilbyder Debian og Arch Linux ARM distributioner til download.
Der er også planlagt værktøjer til understøttelse af Python som primært programmeringssprog,
understøttelse af BBC BASIC, (via RISC OS imaget eller "Brandy Basic" klon for Linux), C, og Perl.
RaspBMC er en anden distribution lavet af Sam Nazarko, han har porteret XMBC til Raspberry Pi. Med RasbBMC kan man afvikle et mediecenter fra sit lille printkort, det er kraftigt nok til at afvikle MKV filer i 1080p opløsning.
Raspberry Pi 2 kan også køre en version af Microsoft Windows 10 til indlejrede systemer, der hedder Windows 10 IoT Core.